# Pruti hadjárat (1710–11)
A pruti hadjárat az 1710-11-es orosz–török háború közismert neve.
A háború fontos előzménye volt, mikor XII. Károly svéd királyt a poltavai csatában az oroszok megsemmisítették és végig kergették Ukrajnán. Károly serege maradványaival a Oszmán Birodalomba Benderig (más néven Bengyeri, ma Moldova) menekült, ahol 1713-ig tartózkodott.

Károly a töröktől várt katonai segítséget az orosz cár ellen, mire Nagy Péter haladéktalanul követelte, Károly kiutasítását Oszmán Birodalomból.

III. Ahmed deklarálta a háborút és 1710. november 20-án az Oszmán Birodalom hadat üzent Oroszországnak.
1710-ben gróf Borisz Seremetyev betört a román területekre, majd 1711 elején a Nagy Péter vezette 51 ezer fős orosz sereg nyomult be Moldvába. Az ország akkori uralkodóját, Dimitrie Cantemirt a törökök emelték trónra, ehelyett ő titkos tárgyalásokba kezdett a cárral az átállásról. A fejedelem abban bízott, hogy orosz segítséggel felszabadítja hazáját. A szultán azzal bízta meg, hogy tartsa szemmel Constantin Brâncoveanu havaselvei fejedelmet, aki szintén át akart állni a cár oldalára. Brâncoveanu a cárnak fegyveres segítséget ígért és ellátást Havasalföldön, ezért Péter háromszáz zacskó aranyat küldött a költségek fedezésére. De mivel Cantemir és Brâncoveanu ellenségek voltak, ezért kétszínű játékot űzött mind a törökökkel, mind az oroszokkal. A havasalföldi erőket a moldvai határnál állította fel. A cár mellé csak abban az esetben állt volna, ha az oroszok idejében benyomulnak Havasalföldre, de ha az oszmánok lennenének gyorsabbak, akkor megmarad a szultán pártján. Ez utóbbi következett be Péter cár kárára. A nagyvezírtől, Baltaji Mehmedtől való féltében a fejedelem visszaküldte a cárnak a pénzt, az ellátmányt pedig a török hadseregnek adta, amely benyomult Moldvába.
A török-havasalföldi erők az oroszok és a moldvaiak seregével szemben nemcsak, hogy majdnem két és félszeres túlerőben voltak, hanem még ellátásuk is jobb volt. A török sereg parancsnokságában ráadásul ott volt XII. Károly is, s nagyrészt az ő tanácsaihoz igazítottan dolgozták ki a törökök a stratégiát. A Vaslui mellett vívott stănilești-i csatában Péter vereséget szenvedett, majd seregét bekerítették.
Péter ügyes húzással, Ostermann segítségével, kivágta magát a szorult helyzetből. A cár ugyanis lepénzelte a nagyvezírt, s az nem diktált a békében kemény feltételeket. Tehette, az oszmánokat ez időben nem érdekelte a már kivívott pozícióinál jobban a Fekete-tengeri térség és Oroszország. Három nappal később, július 21-én aláírták a pruti egyezményt: ebben Oroszország elvesztette a még 1696-ban meghódított Azovot és az azovi erődöt. Taganrogot valamint egy sor más Fekete-tenger felé néző 1696 és 1709 között kiépült erődítményt pedig le kellett rombolni. Ez persze a svéd király számára csalódás volt, hiszen ha akkor a nagyvezír megsemmisíti a cárt, azzal megtörhette volna a kialakulófélben nagyhatalmat, s akkor talán Svédország vesztésre álló katonai helyzete is megfordulna az északi fronton.
A törökök Velence és a Peloponnészoszi-félsziget irányába kezdeményeztek 1714-ben háborút, ami az osztrákok 1716-os belépésével a területvesztéssel járó pozsareváci békéhez vezetett. Az 1735. évi ezt követő orosz-török háborút sem az oszmánok kezdeményezik majd.